# Ernest Antwi
Master Ernest Antwi Nyarko (Accra, 9 settembre 1995) è un calciatore ghanese, attaccante dell'Al-Rustaq.

## Carriera
Il 12 ottobre 2020 viene acquistato a titolo definitivo dalla squadra ucraina del L'viv.

## Statistiche

### Presenze e reti nei club
Statistiche aggiornate al 31 gennaio 2022.
| Stagione            | Squadra             | Campionato          | Campionato | Campionato | Coppe nazionali | Coppe nazionali | Coppe nazionali | Coppe continentali | Coppe continentali | Coppe continentali | Altre coppe | Altre coppe | Altre coppe | Totale | Totale |
| Stagione            | Squadra             | Comp                | Pres       | Reti       | Comp            | Pres            | Reti            | Comp               | Pres               | Reti               | Comp        | Pres        | Reti        | Pres   | Reti   |
| ------------------- | ------------------- | ------------------- | ---------- | ---------- | --------------- | --------------- | --------------- | ------------------ | ------------------ | ------------------ | ----------- | ----------- | ----------- | ------ | ------ |
| gen.-mag. 2015      | Oliveira Hospital   | CdP                 | 11         | 2          |                 | -               | -               |                    | -                  | -                  |             | -           | -           | 11     | 2      |
| 2015-feb. 2016      | Desp. Aves          | SL                  | 11         | 0          | CP+CdL          | 2+1             | 0               |                    | -                  | -                  |             | -           | -           | 14     | 0      |
| feb.-mag. 2016      | União Leiria        | CdP                 | 9          | 3          |                 | -               | -               |                    | -                  | -                  |             | -           | -           | 9      | 3      |
| 2016-2017           | União Leiria        | CdP                 | 22         | 7          | CP              | 2               | 1               |                    | -                  | -                  |             | -           | -           | 24     | 8      |
| 2017-2018           | União Leiria        | CdP                 | 23         | 6          | CP              | 3               | 1               |                    | -                  | -                  |             | -           | -           | 26     | 7      |
| 2018-2019           | União Leiria        | CdP                 | 36         | 16         | CP              | 2               | 2               |                    | -                  | -                  |             | -           | -           | 38     | 18     |
| Totale União Leiria | Totale União Leiria | Totale União Leiria | 90         | 32         |                 | 7               | 4               |                    | -                  | -                  |             | -           | -           | 97     | 36     |
| 2019-2020           | Ruch L'viv          | 1L                  | 22         | 4          | CU              | 2               | 0               |                    | -                  | -                  | -           | -           | -           | 24     | 4      |
| ago.-ott. 2020      | Ruch L'viv          | PL                  | 3          | 0          | CU              | 1               | 0               |                    | -                  | -                  |             | -           | -           | 4      | 0      |
| Totale Ruch L'viv   | Totale Ruch L'viv   | Totale Ruch L'viv   | 25         | 4          |                 | 3               | 0               |                    | -                  | -                  |             | -           | -           | 28     | 4      |
| ott. 2020-2021      | L'viv               | PL                  | 14         | 2          |                 | -               | -               |                    | -                  | -                  |             | -           | -           | 14     | 2      |
| 2021-gen. 2022      | L'viv               | PL                  | 17         | 2          | CU              | 2               | 0               |                    | -                  | -                  |             | -           | -           | 19     | 2      |
| Totale L'viv        | Totale L'viv        | Totale L'viv        | 31         | 4          |                 | 2               | 0               |                    | -                  | -                  |             | -           | -           | 33     | 4      |
| gen.-mag. 2022      | Najran              | PD                  | 0          | 0          |                 | -               | -               |                    | -                  | -                  |             | -           | -           | 0      | 0      |
| Totale carriera     | Totale carriera     | Totale carriera     | 168        | 42         |                 | 15              | 4               |                    | -                  | -                  |             | -           | -           | 183    | 46     |